# Francisco Villaespesa
Francisco Villaespesa Martín (Laujar de Andarax, 15 de octubre de 1877-Madrid, 9 de abril de 1936) fue un poeta, dramaturgo y narrador español del modernismo.

## Biografía
Nació en la localidad almeriense de Laujar de Andarax el 15 de octubre de 1877. El paisaje de la Alpujarra, impregnado de historia y exaltador de los sentidos, marcó profundamente su obra. Inició estudios de Derecho en la Universidad de Granada, pero en 1897, a los veinte años, los abandonó y marchó a Málaga, donde se unió a la vida bohemia con Narciso Díaz de Escovar, Ricardo León y Salvador González Anaya. Ese mismo año continuó su vida bohemia en Madrid, donde subsistió dedicado al periodismo y colaborando en numerosas revistas y diarios. Allí frecuentó las tertulias del Café de Levante y del Fornos, donde conoció a Eduardo Zamacois, Alejandro Sawa, Catarineu, Fernández Vaamonde y a todos los demás del grupo de la revista Germinal, donde publicaría sus primeras obras. 

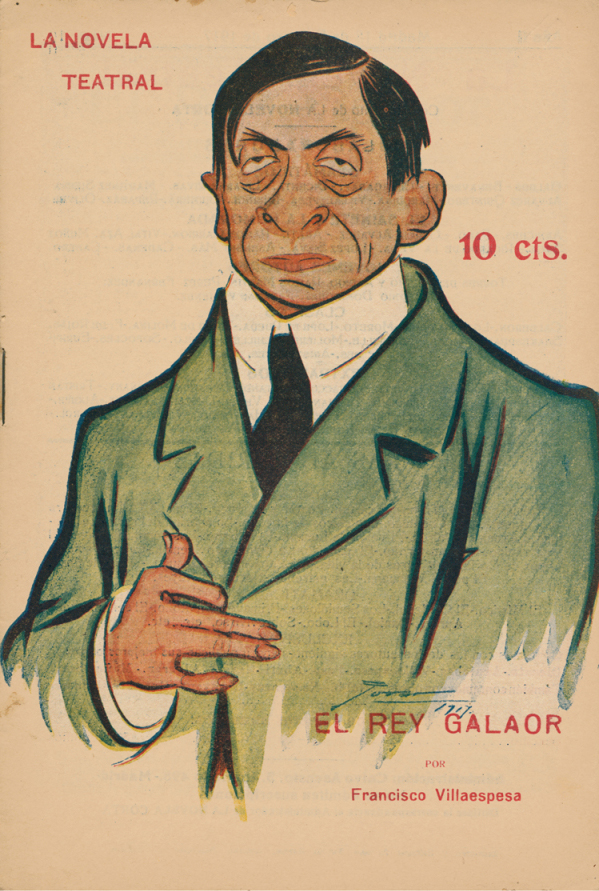
Caricaturizado por Tovar (1917)

Hacia 1898 se imprimió su primer libro de poemas, Intimidades, y conocería a su futura esposa, Elisa González Columbio (fallecida en 1903), quien le inspiraría algunos de sus libros más queridos, como Tristitiae rerum (1906). Fundó revistas de corte modernista como Electra, La Revista Ibérica y La Revista Latina. El gran éxito de su pieza El alcázar de las perlas (1911) le abrió las llaves del teatro. Viajó por Portugal e Italia y se estableció durante más de diez años en América Latina. Allí conoció a multitud de poetas y miembros de la intelectualidad hispanoamericana. Admirador del poeta nicaragüense Rubén Darío, fue su mejor y más fiel discípulo en la estética del modernismo que ambos procuraron impulsar en España. Fue un poeta de obra torrencial y extensísima: más de cincuenta libros de poemas publicados y varios inéditos. También escribió varias novelas y piezas teatrales tan populares como El alcázar de las perlas (1911) y Aben-Humeya (1913). Su teatro es en su mayoría de naturaleza histórica y en él domina la gran escenografía y el lujo formal. En su homenaje. la Biblioteca Pública Provincial de Almería, sita en la capital, lleva su nombre. 
Sus primeros poemarios (Intimidades, de 1898, y Luchas, de 1899) presentan fuertes reminiscencias del Romanticismo tardío de José Zorrilla (musicalidad, temas orientales) y del colorismo de Salvador Rueda. Con La copa del rey de Thule (1900) se insertó decididamente en el modernismo, de cuya renovación poética fue el más temprano portavoz y principal artífice. En efecto, invitó a Juan Ramón Jiménez a ir a Madrid a "luchar por el modernismo" y, como este más tarde le recordaría, fue "el paladín, el cruzado, el púgil del modernismo". No obstante, a pesar de la importancia capital que logró adquirir en el contexto literario del novecientos, la obra del poeta, dramaturgo y novelista almeriense ha llegado hasta nuestros días difuminada por el olvido de los lectores y la escasa atención editorial y académica que ha venido padeciendo durante décadas. Sus libros más importantes coinciden con los primeros años de siglo. A partir, aproximadamente, de 1906, surge en sus versos una nota orientalista. Otros libros poéticos son Bajo la lluvia, 1910; Los remansos del crepúsculo, 1911, y Andalucía, 1911.

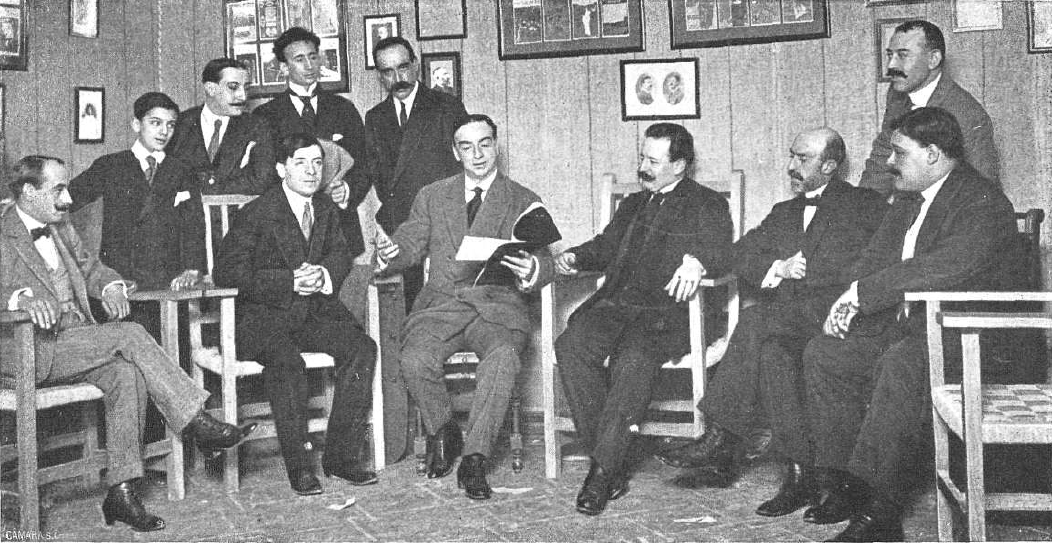
Lectura de María de Padilla, de Villaespesa, ante un público de escritores. El autor está a la derecha del actor.

En la capital amista con Antonio Ledesma Hernández y Francisco Aquino y colabora en la prensa almeriense: La Crónica, La Provincia, El Ferrocarril. En una segunda etapa madrileña empieza a publicar en Revista Nueva y La Vida Literaria, además de afrontar la dirección de El Álbum de Madrid; se relaciona con Pío Baroja, Azorín, Ramiro de Maeztu, Valle-Inclán, Jacinto Benavente, Mariano Miguel de Val, Salvador Rueda, Amado Nervo y el mismísimo Rubén Darío. En 1917 se trasladó al continente americano, pasando por México, Cuba, Santo Domingo, Puerto Rico, Venezuela, para volver a Madrid hacia 1921; retornaría de nuevo a América, viajando a Puerto Rico, Cuba, Colombia, Panamá, Perú, Bolivia, Antofagasta, Santiago de Chile, Buenos Aires, Montevideo y Brasil, donde le sobrevino un ataque de hemiplejía en abril de 1931. Volvió entonces a España, donde sus males se agravaron en 1933; falleció el 9 de abril de 1936 en Madrid, a la edad de 58 años.
Es el padre de la que fuera actriz Lola Villaespesa (1918-2005).

## Obras
La obra de Francisco Villaespesa es muy extensa; escribió 51 libros de poemas, sin contar los versos de circunstancias y su gran faceta como sonetista. También se cuentan en su haber veinticinco obras teatrales y algunas novelas cortas.

### Lírica
- Intimidades (1898), con un prólogo de Vaamonde.
- Luchas (1899), Madrid, Ed. Apaolaza. Prólogo de Salvador Rueda.
- Confidencias, M., C. Apaloaza, (1899).
- La copa del rey de Thule (1900), editorial Lux, 3.ª ed. en 1909.
- El alto de los bohemios (1902).
- Rapsodias (1905), M., Imp. Valero Díaz.
- La musa enferma (1901).
- Canciones del camino (1906). Prólogo de Manuel Cardía.
- Tristitiae rerum (1906).
- Carmen: cantares (1907).
- El patio de los arrayanes (1908), M., Imp. Balgañón y Moreno.
- El mirador de Lindaraxa (1908), M., Pueyo, s.f.
- El libro de Job (1909), M., Pueyo.
- El jardín de las quimeras, B., Edit. Atlante, continuador de las edic. de Granada, s.f., 1909?
- Las horas que pasan (1909), M., F. Granada y Cía.
- Viaje sentimental, M., Biblioteca Hispano Americana (1909).
- Bajo la lluvia (1910).
- Los remansos del crepúsculo (1911).
- Andalucía (1911).
- Torre de marfil.
- Saudades.
- In memoriam.
- Ajimeces de ensueño.
- Tierras de encanto y maravilla.
- Los nocturnos del Generalife.
- Paz, amor.
- El libro de amor y de la muerte.
- La estrella solitaria.
- Tardes de Xochimilco (1919), México, Ed. Herrero.
- Los conquistadores (1920), Caracas, Editorial Victoria.
- Galeones de India
- El encanto de la Alhambra
- Panderetas y sevillanas
- Canto a las regiones de España.
- Manos vacías (1935).
- Rincón solariego (1936, póstuma).

### Recopilaciones y antologías
- Mis mejores cuentos, Madrid, Prensa Popular, 1921.
- Poesías completas, edición de Federico de Mendizábal, Madrid, Aguilar, 2 vols., 1954.
- Novelas completas, prólogo de Federico de Mendizábal, Madrid, Aguilar, 1952.
- Teatro escogido, nota preliminar de F. R. S., Madrid, Aguilar, 1951.
- Thule. Antología poética, 1898-1936, ed. José Andújar Almansa, Sevilla, Renacimiento, 2017.

### Traducciones
- El gran Gatsby, de F. Scott Fitzgerald. Madrid, 1930.

### Teatro
- El alcázar de las perlas (1911).
- Aben-Humeya (1913).
- Doña María de Padilla (1913).
- Era él (1914)
- Judith, tragedia bíblica en tres actos (1915).
- La maja de Goya (1917).
- Hernán Cortés (1917).
- Bolívar.
- La leona de Castilla.
- El halconero.

- El rey Galaor.

### Narrativa

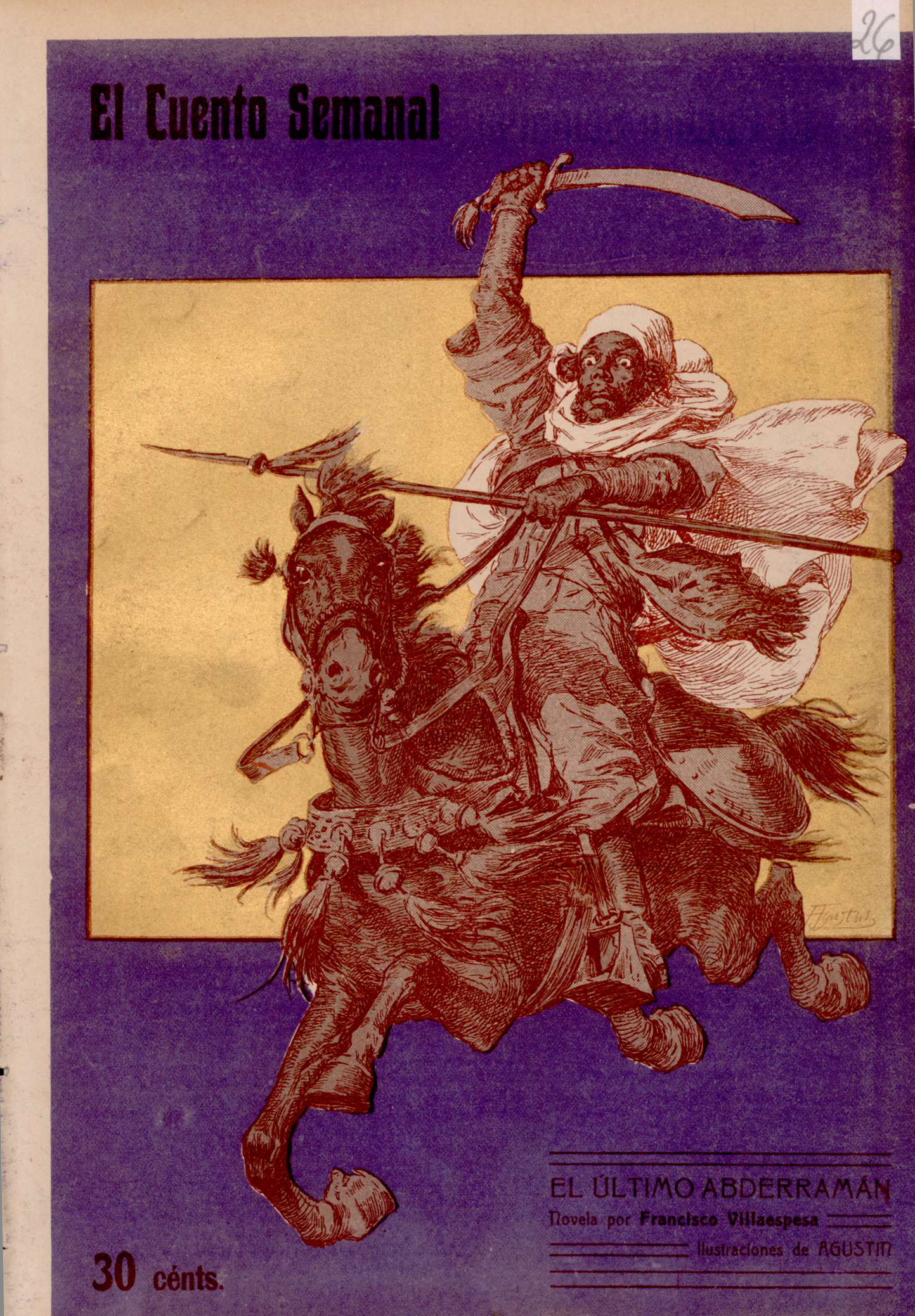
El último Abderramán, n.º 143 de El Cuento Semanal (24 de septiembre de 1909). Portada de Agustín.

- El milagro de las rosas (1907).
- El último Abderramán (1909).
- Los suaves milagros (1911).
- La venganza de Aisha (1911).
- La tela de Penélope (1913).
- El caballero del milagro (1916).
- La ciudad de los ópalos (1921).

## Homenajes en edificios y vías públicas
Llevan su nombre calles en las poblaciones de: Almería, Madrid, Laujar de Andarax, El Ejido, Albox, Pechina, Terque (Almería), Dos Hermanas, Huelva, Ensanche La Fé, en Santiago de los Caballeros (República Dominicana), Alicante, Pinto (Madrid), San Luis Potosí (Méjico), Coahuila (Méjico), Torreón de Coahuila (México).
Colegios: CEIP Francisco Villaespesa de El Parador de las Hortichuelas (Almería), CEIP Villaespesa de Lorca (Murcia), Escuela Francisco Villaespesa en San Joaquín (Chile).
Bibliotecas: Biblioteca Pública Provincial de Almería, Biblioteca Pública Municipal de Laujar de Andarax.
Teatros: Teatro Villaespesa en Sorbas (Almería).